# 朱仰高
朱仰高（1900年－1977年），名慶鏞，字仰高，浙江嘉善人，微生物學和熱帶病學家。他曾赴德國海德堡大學留學，並至英國、法國、義大利、瑞典、荷蘭、比利時等國遊歷，1923年獲得醫學博士學位。1926年回國，曾任上海同德醫學院醫務主任、教授。其後自行開業執醫。抗戰期間前往重慶，曾擔任國民政府軍事委員會侍從室醫官。抗戰勝利後，奉派接收上海公濟醫院，並擔任院長。1949年隨國民政府遷居台灣，開設私人診所。1977年病故。朱仰高醫冶的名人包括 蔣中正, 蔣經國, 蔣緯國, 胡適、白崇禧、梁實秋、汪精衛、柏楊，陳果夫、顧頡剛等。